# Тульський (Адигея)
Тульський (рос. Тульский; адиг. Еджэркъоежъ) — селище (до 2011 селище міського типу) в Майкопському районі Республіки Адигея, Росія. Є адміністративним центром Майкопського району.
Розташований за 7 км на південь від Майкопу на правому березі річки Біла. Однойменна залізнична станція на лінії Бєлорєченська — Хаджох.
Населення — 10 732 осіб (2010).
Населений пункт заснований в 1862. Статус селища міського типу — з 1963 до 2011 року.
Лісокомбінат, завод ЗБВ, харчокомбінат.